# Birkî, Șumsk
Birkî (în ucraineană Бірки) este un sat în comuna Sosnivka din raionul Șumsk, regiunea Ternopil, Ucraina.

## Demografie
Componența lingvistică a localității Birkî
     Ucraineană (100%)
Conform recensământului din 2001, toată populația localității Birkî era vorbitoare de ucraineană (100%).